# 太和正音譜
《太和正音譜》，古琴谱。明朱权于洪武三十一年撰辑成书。又名《北雅》北曲曲调开山之作，也是现存唯一最早的北杂剧曲谱。